# Contagiune emoțională
Contagiunea emoțională este o formă de contagiune socială care implică răspândirea spontană a emoțiilor și a comportamentelor similare. O astfel de convergență emoțională poate avea loc de la o persoană la alta sau într-un grup mai mare. Emoțiile pot fi împărtășite între indivizi în mai multe feluri, atât implicit, cât și explicit. De exemplu, s-a constatat că raționamentele conștiente, analiza și imaginația contribuie la acest fenomen, care a fost identificat la oameni, alte primate, câini și găini.
Contagiunea emoțională este importantă pentru relațiile personale, deoarece favorizează sincronizarea emoțională între indivizi. O definiție mai largă a fenomenului sugerată de Schoewolf este „un proces prin care o persoană sau un grup influențează emoțiile sau comportamentul altei persoane sau altui grup prin inducerea conștientă sau inconștientă a stărilor emoționale și a atitudinilor comportamentale”. Conform cercetătoarei Elaine Hatfield și colab., acest lucru se poate face prin mimetism și sincronizarea expresiilor, vocalizărilor, pozițiilor și mișcărilor personale cu cele ale unei alte persoane. Atunci când oamenii își arată inconștient emoțiile celor din jur, ei ajung să simtă reflecția emoțiilor personelor respective.
Într-o lucrare din anul 1993, psihologii Elaine Hatfield, John Cacioppo și Richard Rapson definesc contagiunea emoțională drept „tendința de a imita și sincroniza automat expresiile, vocalizările, posturile și mișcările proprii cu cele ale altei persoane [sic] și, în consecință, de a converge emoțional”:96.
Hatfield teoretizează contagiunea emoțională drept un proces în două etape: în primul rând, imităm oamenii (de exemplu, dacă cineva îți zâmbește, tu îi zâmbești înapoi). În al doilea rând, propriile noastre experiențe emoționale se schimbă pe baza semnalelor nonverbale ale emoției pe care le emanăm. De exemplu, zâmbetul te face să te simți mai fericit și încruntarea te face să te simți mai rău. Mimica pare să fie o bază a mișcării emoționale între oameni.
Contagiunea emoțională și empatia au caracteristici similare, cu excepția capacității de a face diferența între experiențele personale și pre-personale - proces cunoscut sub numele de individuație. În Arta de a iubi (1956), psihologul social Erich Fromm explorează aceste diferențe, sugerând că autonomia este necesară pentru empatie, aspect care nu se regăsește în contagiune emoțională.

## Etimologie
James Baldwin a folosit termenul de „contagiune emoțională” în lucrarea sa Interpretări sociale și etice în dezvoltarea mentală din 1897, deși a folosit termenul „contagiune a sentimentelor”. Diferiți cercetători din secolul al XX-lea au discutat despre acest fenomen, dar sub numele de „contagiune socială”. Termenul „contagiune emoțională” a apărut pentru prima dată în The Penguin Dictionary of Psychology al lui Arthur S. Reber, din 1985.

## Factori favorizanți
Sunt multipli factori care determină rata și amploarea convergenței emoționale într-un grup, inclusiv stabilitatea apartenenței la un anumit grup, normele de reglare a dispoziției, interdependența sarcinilor și interdependența socială. Pe lângă acestă legatură de structură-eveniment, alți factori favorizanți includ trăsăturile personale ale membrilor grupului, cum ar fi deschiderea față de primirea și transmiterea sentimentelor, caracteristicile demografice și dispoziția generală. Toate aceste aspecte influențează intensitatea contagiunii emoționale.

### Studii
Cercetările asupra contagiunii emoționale au fost efectuate dintr-o varietate de perspective, precum: organizațională, socială, familială, a dezvoltării și neurologică. În timp ce primele cercetări au sugerat că raționamentul conștient, analiza și imaginația au explicat contagiunea emoțională, unele forme de contagiune emoțională mai primitivă sunt mult mai subtile, automate și universale.
Cercetarea lui Hatfield, Cacioppo și Rapson din 1993 asupra contagiunii emoționale a demonstrat că evaluările conștiente ale oamenilor asupra sentimentelor altora au fost puternic influențate de ceea ce au spus alții. Emoțiile proprii ale oamenilor au fost mai influențate de semnele nonverbale ale altora cu privire la ceea ce simțeau cu adevărat. Recunoașterea emoțiilor și recunoașterea originii lor pot fi o modalitate de a evita contagiunea emoțională. Transferul emoțiilor a fost studiat într-o varietate de situații și contexte, cauzele sociale și fiziologice fiind două dintre cele mai mari domenii de cercetare.
Pe lângă contextele sociale discutate mai sus, contagiunea emoțională a fost studiată în cadrul organizațiilor. Schrock, Leaf și Rohr (2008) afirmă că organizațiile, ca și societățile, au culturi emoționale care constau in limbaje, ritualuri și sisteme de semnificații, inclusiv reguli despre sentimentele pe care lucrătorii ar trebui și nu ar trebui să le simtă și să le manifeste. Ei afirmă că cultura emoțională este destul de asemănătoare cu „climatul emoțional”, altfel cunoscut sub numele de moral, moral organizațional și moral corporativ.:46 În plus, Worline, Wrzesniewski și Rafaeli (2002) :318menționează că organizațiile au o „capacitate emoțională” generală, în timp ce McColl-Kennedy și Smith (2006):255 examinează „contagiunea emoțională” în interacțiunile cu clienții. Probabil că toți acești termeni încearcă să descrie un fenomen similar; fiecare termen diferă în moduri subtile și oarecum insesizabile.

### Controversa
Un experiment controversat care demonstrează contagiunea emoțională prin utilizarea platformei de socializare Facebook a fost realizat în 2012 pe 689.000 de utilizatori prin filtrarea conținutului emoțional pozitiv sau negativ din fluxurile lor de știri. Experimentul a stârnit revoltă în rândul persoanelor care au considerat că studiul încalcă intimitatea personală. Publicarea în 2014 a unei lucrări de cercetare care rezultă din acest experiment, „dovezi experimentale ale contagiunii emoționale la scară largă prin intermediul rețelelor sociale", o colaborare între Facebook și Universitatea Cornell, este descrisă de Tony D. Sampson, Stephen Maddison și Darren Ellis (2018) ca "dezvăluirea îngrijorătoare a faptului că rețelele sociale corporative și academicienii de la Cornell s-au putut implica atât de ușor în experimente neetice de acest fel". Tony D. Sampson și colab. critica noțiunea că „cercetătorii academici pot fi izolați de orientările etice privind protecția subiecților de cercetare umană, deoarece lucrează cu o afacere de social media care nu are nicio obligație de a se conforma "principiului" obținerii consimțământului în cunoștință de cauză și permiterii participanților să renunțe". Un studiu ulterior a confirmat prezența contagiunii emoționale pe platforma Twitter fără a modifica cronologia utilizatorilor.

Dincolo de preocupările etice, unii cercetători au criticat metodele și raportarea constatărilor Facebook. John Grohol, scriind pentru Psych Central, a susținut că, în ciuda titlului său și a afirmațiilor de „contagiune emoțională”, acest studiu nu a analizat deloc emoțiile. În schimb, autorii săi au folosit o aplicație (numită "anchetă lingvistică și numărătoare de cuvinte" sau LIWC 2007) care a numărat pur și simplu cuvinte pozitive și negative pentru a deduce sentimentele utilizatorilor. Un neajuns al instrumentului LIWC este că nu înțelege negațiile. Prin urmare, mesajul „nu sunt fericit” ar fi considerat pozitiv: „Din moment ce LIWC 2007 ignoră aceste realități subtile ale comunicării umane informale, la fel fac și cercetătorii”. Grohol a concluzionat că, având în vedere aceste subtilități, dimensiunea efectului descoperirilor este puțin mai mult decât un "blip statistic".
Kramer și colab. (2014) au constatat o scădere de 0,07% — nu este 7 la sută, adică 1/15 dintr-un procent!! — a numărului de cuvinte negative în actualizările de stare ale oamenilor atunci când numărul de postări negative pe fluxul lor de știri Facebook a scăzut. Știți câte cuvinte ar trebui să citiți sau să scrieți înainte de a scrie un cuvânt mai puțin negativ din cauza acestui efect? Probabil mii.

## Tipuri
Emoțiile pot fi împărtășite și imitate în multe feluri. Primii cercetători ai contagiunii emoționale au crezut că „raționamentul conștient, analiza și imaginația au explicat acest fenomen”. Cu toate acestea, acum se știe că unele forme de contagiune emoțională sunt mai subtile și mai automate decât au sugerat primii teoreticieni.[repetare]

### Implicită
Spre deosebire de contagiunea cognitivă , contagiunea emoțională este mai puțin conștientă și mai automată. Ea se bazează în principal pe comunicarea nonverbală, deși contagiunea emoțională poate și are loc prin telecomunicații. De exemplu, oamenii care interacționează prin e-mail-uri și chat-uri sunt afectați de emoțiile celuilalt, fără a putea percepe indiciile nonverbale.
Un punct de vedere, propus de Hatfield și colegii săi, descrie contagiunea emoțională ca un comportament primitiv, automat și inconștient care are loc printr-o serie de pași. Când un receptor interacționează cu un emițător, el percepe expresiile emoționale ale emițătorului. Receptorul imită automat acele expresii emoționale. Prin procesul de feedback aferent, aceste noi expresii sunt traduse în simțirea emoțiilor pe care le simte emițătorul, ducând astfel la convergența emoțională.
Un alt punct de vedere, care provine din teoriile comparației sociale, vede contagiunea emoțională ca solicitând mai mult efort cognitiv și fiind mai conștientă. Conform acestui punct de vedere, oamenii se angajează în comparații sociale pentru a vedea dacă reacția lor emoțională este congruentă cu persoanele din jurul lor. Receptorul folosește emoția ca un tip de informație socială pentru a înțelege cum ar trebui să se simtă. Oamenii răspund diferit la stimulii pozitivi și negativi; evenimentele negative tind să provoace răspunsuri emoționale, comportamentale și cognitive mai puternice și mai rapide decât evenimentele neutre sau pozitive. Deci, emoțiile neplăcute au mai multe șanse să ducă la contagiunea dispoziției decât emoțiile plăcute. O altă variabilă este nivelul de energie la care este afișată emoția. Energia mai mare atrage mai multă atenție asupra acesteia, așa că aceeași valență emoțională (plăcută sau neplăcută) exprimată cu energie mare este probabil să conducă la o contagiune mai mare decât dacă este exprimată cu energie scăzută.

### Explicită
În afară de infectarea automată a sentimentelor descrisă mai sus, există și momente în care emoțiile altora sunt manipulate de o persoană sau un grup pentru a realiza ceva. Acesta poate fi rezultatul influenței afective intenționate a unui lider sau a unui membru al echipei. Să presupunem că această persoană dorește să-i convingă pe ceilalți de ceva, el poate face acest lucru măturându-i în entuziasmul său. Într-un astfel de caz, emoțiile lui pozitive sunt un act cu scopul de a „contamina” sentimentele celorlalți. Un alt tip de contagiune intenționată a dispoziției ar fi, de exemplu, acordarea unei recompense sau unui răsfăț grupului, pentru a-și alina sentimentele.
Disciplina de psihologie organizațională cercetează aspecte ale muncii emoționale. Aceasta include nevoia de a gestiona emoțiile astfel încât acestea să fie în concordanță cu regulile de afișare organizaționale sau ocupaționale, indiferent dacă sunt în contradicție cu sentimentele interne. În ceea ce privește contagiunea emoțională, în mediile de lucru care necesită o anumită manifestare a emoțiilor, cineva se găsește obligat să afișeze și, în consecință, să simtă aceste emoții. Dacă acțiunea superficială se dezvoltă într-o acțiune profundă, contagiunea emoțională este produsul secundar al gestionării intenționate a impresiilor afective.

## La locurile de muncă și organizații

### Intra-grup
Multe organizații și locuri de muncă încurajează munca în echipă. Studiile efectuate de psihologii organizaționali evidențiază beneficiile echipelor de lucru. Emoțiile intră în joc și se formează o emoție de grup.
Starea emoțională a grupului influențează factori precum coeziunea, moralul, relația și performanța echipei. Din acest motiv, organizațiile trebuie să țină cont de factorii care modelează starea emoțională a echipelor de lucru, pentru a valorifica părțile benefice și pentru a evita părțile dăunătoare ale emoției grupului. Managerii și liderii de echipă ar trebui să fie precauți cu comportamentul lor, deoarece influența lor emoțională este mai mare decât cea a unui membru „obișnuit” al echipei: liderii sunt mai „contagioși” emoțional decât ceilalți.

### Angajat/client
Interacțiunea dintre angajații serviciilor și clienți afectează atât evaluările clienților cu privire la calitatea serviciilor, cât și relația acestora cu furnizorul de servicii. Afișările afective pozitive în interacțiunile cu serviciile sunt asociate pozitiv cu rezultate importante ale clienților, cum ar fi intenția de a reveni și de a recomanda magazinul unui prieten. Este interesul organizațiilor ca clienții lor să fie fericiți, deoarece un client fericit este unul mulțumit. Cercetările au arătat că starea emoțională a clientului este direct influențată de emoțiile afișate de angajat/furnizor de servicii prin contagiune emoțională. Dar această influență depinde de autenticitatea afișării emoționale a angajatului, astfel încât, dacă angajatul este doar de suprafață, contagiunea este slabă, caz în care efectele benefice nu vor apărea.

## Baze neurologice

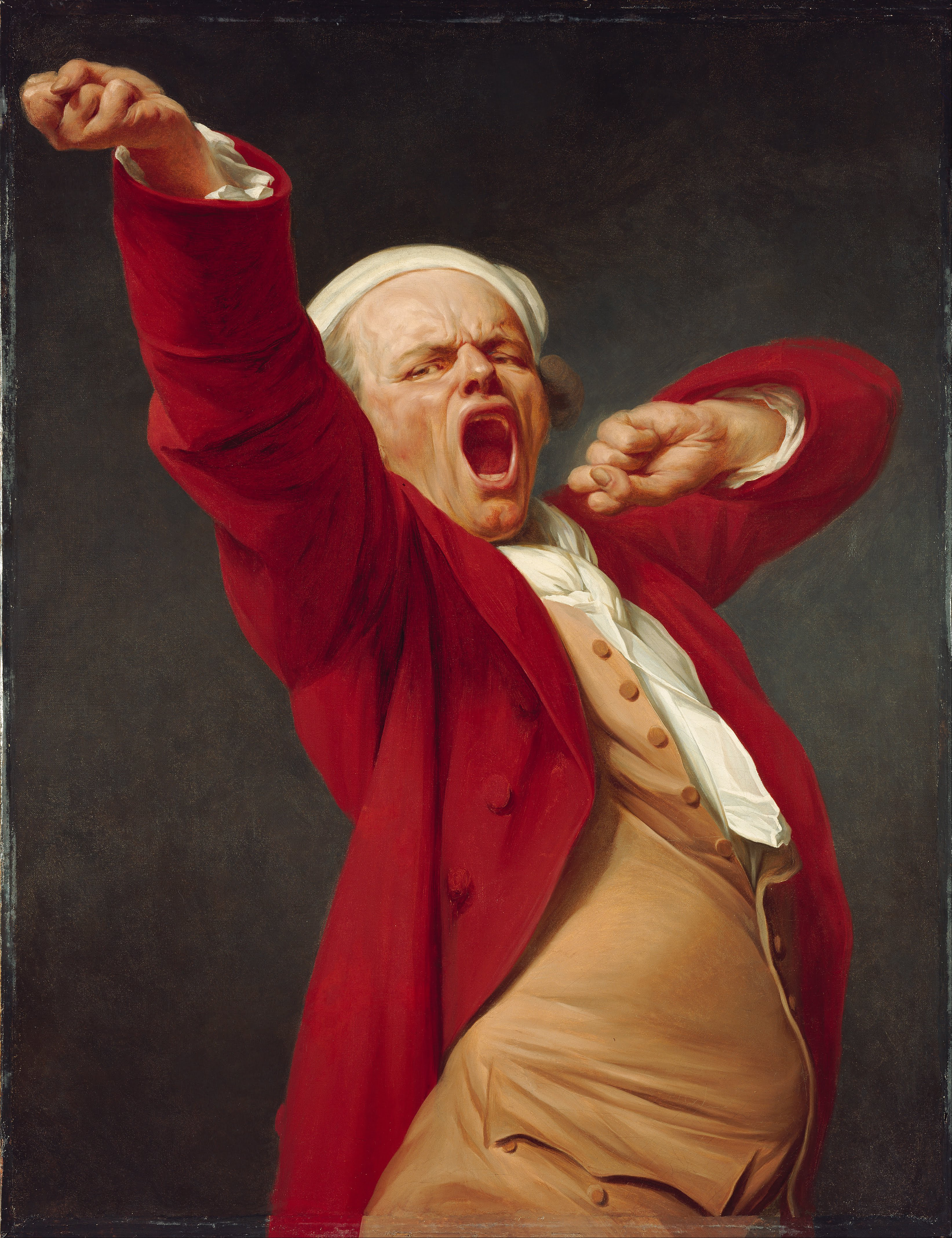
Cascătul „contagios” a fost observat la oameni, cimpanzei, câini, pisici, păsări și reptile și poate apărea la toate speciile.

Vittorio Gallese presupune că neuronii oglindă sunt responsabili pentru acordarea intenționată în relație cu ceilalți. Gallese și colegii de la Universitatea din Parma au descoperit o clasă de neuroni în cortexul premotor care se descarcă fie atunci când maimuțele macac execută mișcări ale mâinii legate de obiective, fie când îi privesc pe alții făcând aceeași acțiune. O clasă a acestor neuroni se declanșează cu executarea și observarea acțiunii și cu producerea de sunete ale aceleiași acțiuni. Cercetările efectuate la oameni arată o activare a cortexului premotor și a zonei parietale a creierului pentru percepția și execuția acțiunii.
Gallese spune că oamenii înțeleg emoțiile printr-o stare corporală comună simulată. Activarea neuronală a observatorilor permite o înțelegere directă experiențială. „Rezonanța nemediată” este o teorie similară a lui Goldman și Sripada (2004). Empatia poate fi un produs al mecanismului funcțional din creierul nostru care creează simularea întruchipată. Celălalt pe care îl vedem sau îl auzim devine „celălalt eu” în mintea noastră. Alți cercetători au arătat că observarea emoțiilor altcuiva recrutează regiuni ale creierului implicate în (1) trăirea unor emoții similare și (2) producerea de expresii faciale similare. Această combinație indică faptul că observatorul activează (1) o reprezentare a sentimentului emoțional al celuilalt individ care duce la contagiune emoțională și (2) o reprezentare motorie a expresiei faciale observate care ar putea duce la mimica facială. În creier, înțelegerea și împărtășirea emoțiilor altor indivizi ar fi astfel o combinație de contagiune emoțională și mimetizare facială. Important este că indivizii mai empatici experimentează o mai mare activare a creierului în regiunile emoționale, în timp ce sunt martori la emoțiile altor indivizi.

### Amigdala
Amigdala este o parte a creierului care stă la baza empatiei și permite acordarea emoțională și creează calea pentru contagiune emoțională. Zonele bazale, inclusiv trunchiul cerebral, formează o buclă strânsă de conectivitate biologică, recreând într-o persoană starea fiziologică a celeilalte. Psihologul Howard Friedman crede că acesta este motivul pentru care unii oameni îi pot mișca și îi inspira pe alții. Utilizarea expresiilor faciale, vocii, gesturilor și mișcărilor corpului transmite emoții unui public de la un vorbitor. 